# Церква Таємної Вечері (Ростов-на-Дону)

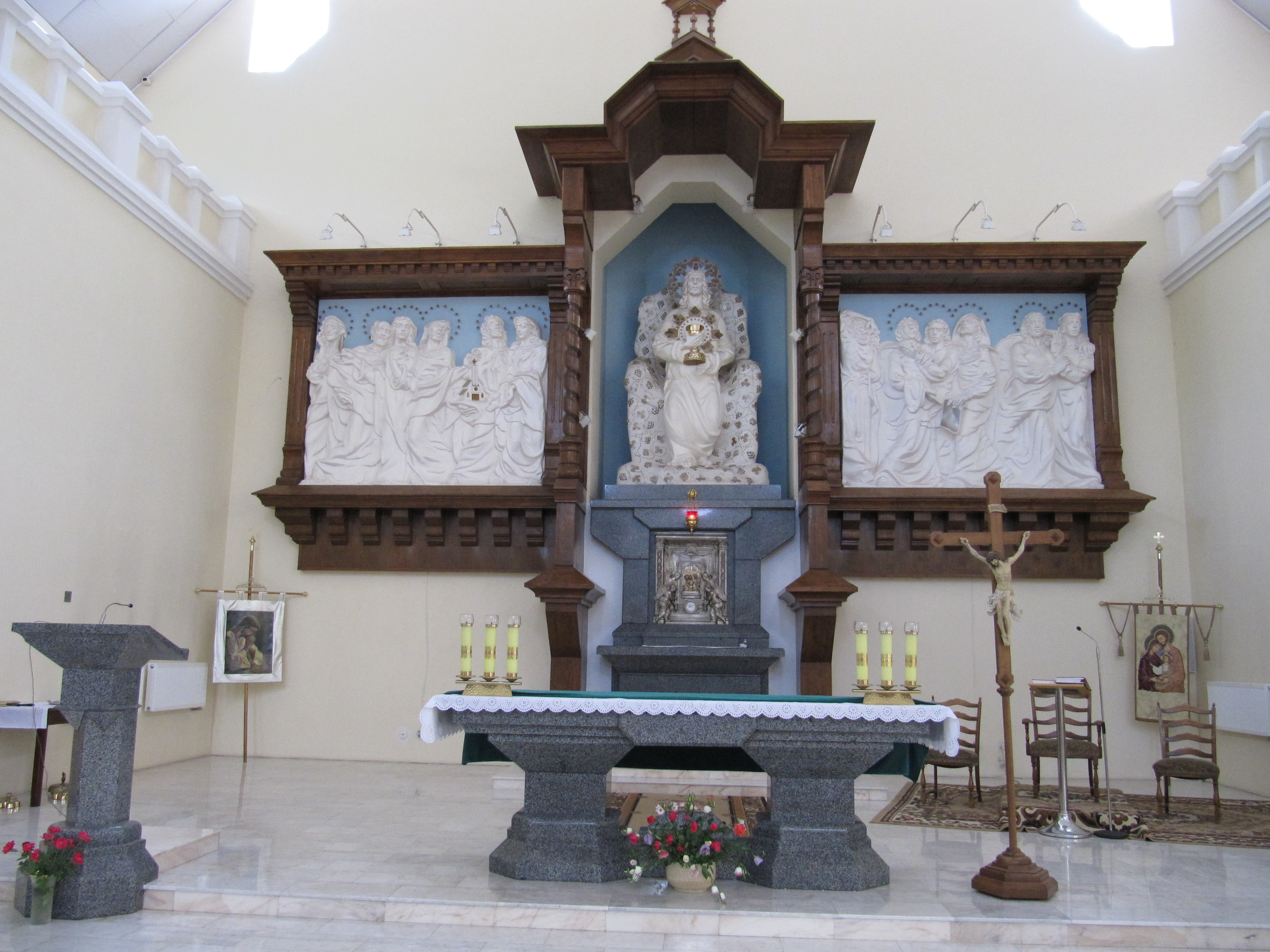
Вівтар церкви Святої Вечері

Церква Таємної Вечері — католицька церква у Ростові-на-Дону. Адміністративно належить до Ростовського деканату Південноросійської Єпархії святого Климента.

## Історія
Римсько-католицька парафія «Таємна вечеря» веде свою історію з 2-ї половини XIX століття, коли у Ростові-на-Дону було відкрито прихід загальною чисельністю понад 5 тисяч осіб. Однак у середині XX століття католицька церква, як і багато інших церков, була зруйнована.
У 1992 році прихід відродився, а в жовтні 1993 року ростовський прихід отримав в дар дерев'яну каплицю. До весни 1999 року було закладено фундамент церкви і духовно-благодійного комплексу. Прихід церкви налічує понад 300 осіб.
19 вересня 2004 року відбулося урочисте освячення храму «Таємної Вечері». Освячення звершив єпископ єпархії святого Климента в Саратові Клеменс Піккель.